# Liste des matchs de l'équipe de Guadeloupe de football par adversaire
Cette liste présente les matchs de l'équipe de Guadeloupe de football depuis son premier match par adversaire rencontré. Au 20 juillet 2021, la Guadeloupe a disputé 256 rencontres avec un bilan de 105 victoires, 48 matchs nuls et 103 défaites.
- Haut – A
- B
- C
- D
- E
- F
- G
- H
- I
- J
- K
- L
- M
- N
- O
- P
- Q
- R
- S
- T
- U
- V
- W
- X
- Y
- Z

## A

### Anguilla

#### Confrontations
Confrontations entre la Guadeloupe et Anguilla en matchs officiels :
| Date        | Lieu      | Match                 | Score | Compétition                                   |
| 4 mars 1994 | Kingstown | Guadeloupe - Anguilla | 9-0   | Tour préliminaire de la Coupe caribéenne 1994 |

### Antigua-et-Barbuda

#### Confrontations
Confrontations entre la Guadeloupe et Antigua-et-Barbuda en matchs officiels :
| Date              | Lieu           | Match                           | Score | Compétition                                                  |
| 2 avril 1983      |                | Guadeloupe - Antigua-et-Barbuda | 2-3   | Tour préliminaire de la Coupe caribéenne des nations 1983    |
| 8 mai 1983        | Saint John's   | Antigua-et-Barbuda - Guadeloupe | 3-3   | Tour préliminaire de la Coupe caribéenne des nations 1983    |
| 3 mars 1985       | Saint John's   | Antigua-et-Barbuda - Guadeloupe | 0-1   | Tour préliminaire de la Coupe caribéenne des nations 1985    |
| 9 juillet 1988    |                | Antigua-et-Barbuda - Guadeloupe | 0-0   | Tour préliminaire de la Coupe caribéenne des nations 1988    |
| 12 mars 1999      | Pointe-à-Pitre | Guadeloupe - Antigua-et-Barbuda | 2-1   | 2e tour préliminaire de la Coupe caribéenne des nations 1999 |
| 30 mars 2003      | San Fernando   | Guadeloupe - Antigua-et-Barbuda | 2-0   | Tournoi qualificatif Caraïbes 2002                           |
| 28 novembre 2006  | Georgetown     | Antigua-et-Barbuda - Guadeloupe | 1-3   | 2d phase de qualifications de la Coupe caribéenne 2007       |
| 8 décembre 2008   | Montego Bay    | Antigua-et-Barbuda - Guadeloupe | 2-2   | Phase finale de la Coupe caribéenne 2008                     |
| 1er décembre 2010 | Rivière-Pilote | Guadeloupe - Antigua-et-Barbuda | 1-0   | Phase finale de la Coupe caribéenne 2010                     |
| 5 novembre 2011   | Osbourn        | Antigua-et-Barbuda - Guadeloupe | 0-0   | Match amical                                                 |

### Aruba

#### Confrontations
Confrontations entre la Guadeloupe et Aruba en matchs officiels :
| Date            | Lieu       | Match              | Score | Compétition                       |
| 16 octobre 2018 | Les Abymes | Guadeloupe - Aruba | 0-0   | Éliminatoires de la Gold Cup 2019 |

## B

### Bahamas

#### Confrontations
Confrontations entre la Guadeloupe et les Bahamas en matchs officiels :
| Date           | Lieu            | Match                | Score | Compétition                       |
| 3 juillet 2021 | Fort Lauderdale | Guadeloupe - Bahamas | 2-0   | Éliminatoires de la Gold Cup 2021 |

### Barbade

#### Confrontations
Confrontations entre la Guadeloupe et la Barbade en matchs officiels :
| Date             | Lieu           | Match                | Score | Compétition                                      |
| 27 juin 1985     | Bridgetown     | Barbade - Guadeloupe | 1-1   | Phase finale de la Coupe caribéenne 1985         |
| 3 juillet 1989   | Bridgetown     | Barbade - Guadeloupe | 1-0   | Phase finale de la Coupe caribéenne 1989         |
| 8 avril 1994     | Port-d'Espagne | Guadeloupe - Barbade | 2-2   | Phase finale de la Coupe caribéenne 1994         |
| 14 mars 1999     | Pointe-à-Pitre | Guadeloupe - Barbade | 1-0   | 2e tour préliminaire de la Coupe caribéenne 1999 |
| 13 novembre 2002 | Saint-Georges  | Barbade - Guadeloupe | 0-1   | Tournoi qualificatif Caraïbes 2002               |

### Burkina Faso

#### Confrontations
Confrontations entre la Guadeloupe et le Burkina Faso en matchs officiels :
| Date        | Lieu    | Match                     | Score | Compétition  |
| 22 mai 1995 | Créteil | Burkina Faso - Guadeloupe | 2-0   | Match amical |

## C

### Îles Caïmans

#### Confrontations
Confrontations entre la Guadeloupe et les Îles Caïmans en matchs officiels :
| Date            | Lieu       | Match                     | Score | Compétition                                      |
| 11 octobre 2008 | Les Abymes | Guadeloupe - Îles Caïmans | 7-1   | 2e tour préliminaire de la Coupe caribéenne 2008 |

### Canada

#### Confrontations
Confrontations entre la Guadeloupe et le Canada en matchs officiels :
| Date         | Lieu  | Match               | Score | Compétition   |
| 9 juin 2007  | Miami | Canada - Guadeloupe | 1-2   | Gold Cup 2007 |
| 11 juin 2011 | Tampa | Canada - Guadeloupe | 1-0   | Gold Cup 2011 |

### Cap-Vert

#### Confrontations
Confrontations entre la Guadeloupe et le Cap-Vert en matchs officiels :
| Date         | Lieu    | Match                 | Score | Compétition  |
| 23 mars 2022 | Orléans | Guadeloupe - Cap-Vert | 0-2   | Match amical |

### Congo

#### Confrontations
Confrontations entre la Guadeloupe et le Congo en matchs officiels :
| Date       | Lieu  | Match              | Score | Compétition  |
| 9 mai 1992 | Paris | Congo - Guadeloupe | 1-1   | Match amical |

### Costa Rica

#### Confrontations
Confrontations entre la Guadeloupe et le Costa Rica en matchs officiels :
| Date            | Lieu      | Match                   | Score | Compétition   |
| 11 juin 2007    | Miami     | Costa Rica - Guadeloupe | 1-0   | Gold Cup 2007 |
| 19 juillet 2009 | Arlington | Guadeloupe - Costa Rica | 1-5   | Gold Cup 2009 |
| 12 juillet 2021 | Orlando   | Costa Rica - Guadeloupe | 3-1   | Gold Cup 2021 |

### Cuba

#### Confrontations
Confrontations entre la Guadeloupe et Cuba en matchs officiels :
| Date             | Lieu            | Match             | Score | Compétition                              |
| 18 juin 1992     | Pointe-à-Pierre | Cuba - Guadeloupe | 2-0   | Phase finale de la Coupe caribéenne 1992 |
| 26 mars 2003     | Port-d'Espagne  | Guadeloupe - Cuba | 2-3   | Tournoi qualificatif Caraïbes 2002       |
| 14 janvier 2007  | San Fernando    | Cuba - Guadeloupe | 1-2   | Phase finale de la Coupe caribéenne 2007 |
| 23 janvier 2007  | Port-d'Espagne  | Cuba - Guadeloupe | 2-1   | Phase finale de la Coupe caribéenne 2007 |
| 4 décembre 2008  | Montego Bay     | Guadeloupe - Cuba | 1-2   | Phase finale de la Coupe caribéenne 2008 |
| 14 décembre 2008 | Kingston        | Cuba - Guadeloupe | 0-0   | Phase finale de la Coupe caribéenne 2008 |
| 3 décembre 2010  | Fort-de-France  | Cuba - Guadeloupe | 1-2   | Phase finale de la Coupe caribéenne 2010 |

### Curaçao

#### Confrontations
Confrontations entre la Guadeloupe et Curaçao en matchs officiels :
| Date             | Lieu           | Match                | Score | Compétition                                           |
| 31 mars 1956     |                | Guadeloupe - Curaçao | 1-2   | Match amical                                          |
| 18 juin 1966     | Port-au-Prince | Guadeloupe - Curaçao | 0-4   | Match amical                                          |
| 12 octobre 2014  | Les Abymes     | Guadeloupe - Curaçao | 0-1   | 2d tour de qualifications de la Coupe caribéenne 2014 |
| 19 novembre 2018 | Willemstad     | Curaçao - Guadeloupe | 6-0   | Éliminatoires de la Gold Cup 2019                     |

## D

### Dominique

#### Confrontations
Confrontations entre la Guadeloupe et la Dominique en matchs officiels :
| Date              | Lieu           | Match                  | Score | Compétition                                            |
| 21 juin 1981      |                | Guadeloupe - Dominique | 5-0   | Tour préliminaire de la Coupe caribéenne 1981          |
| 5 juillet 1981    |                | Dominique - Guadeloupe | 2-3   | Tour préliminaire de la Coupe caribéenne 1981          |
| 20 février 1983   |                | Guadeloupe - Dominique | 1-0   | Tour préliminaire de la Coupe caribéenne 1983          |
| 6 mars 1983       |                | Dominique - Guadeloupe | 1-2   | Tour préliminaire de la Coupe caribéenne 1983          |
| 21 mai 1989       |                | Guadeloupe - Dominique | 0-0   | Tour préliminaire de la Coupe caribéenne 1989          |
| 5 mars 1992       | Castries       | Dominique - Guadeloupe | 0-0   | Tour préliminaire de la Coupe caribéenne 1992          |
| 12 avril 1994     | Port-d'Espagne | Guadeloupe - Dominique | 5-0   | Phase finale de la Coupe caribéenne 1994               |
| 1er avril 1998    | Basseterre     | Dominique - Guadeloupe | 1-1   | Tour préliminaire de la Coupe caribéenne 1998          |
| 10 mars 1999      | Pointe-à-Pitre | Guadeloupe - Dominique | 1-0   | 2e tour préliminaire de la Coupe caribéenne 1999       |
| 12 novembre 2004  | Rivière-Pilote | Guadeloupe - Dominique | 7-0   | Tour préliminaire de la Coupe caribéenne 2005          |
| 22 septembre 2006 | Les Abymes     | Guadeloupe - Dominique | 1-0   | 1er tour de qualifications de la Coupe caribéenne 2007 |
| 17 mai 2007       | Morne-à-l'Eau  | Guadeloupe - Dominique | 2-0   | Match amical                                           |
| 20 mai 2007       | Basse-Terre    | Guadeloupe - Dominique | 0-0   | Match amical                                           |
| 18 janvier 2008   | Roseau         | Dominique - Guadeloupe | 0-3   | Match amical                                           |
| 4 juin 2016       | Les Abymes     | Guadeloupe - Dominique | 2-1   | 2e tour de qualifications de la Coupe caribéenne 2017  |
| 17 mai 2017       | Les Abymes     | Guadeloupe - Dominique | 2-2   | Match amical                                           |
| 11 août 2018      | Le Gosier      | Guadeloupe - Dominique | 0-0   | Match amical                                           |

## E

### États-Unis

#### Confrontations
Confrontations entre la Guadeloupe et les États-Unis en matchs officiels :
| Date         | Lieu        | Match                   | Score | Compétition   |
| 14 juin 2011 | Kansas City | États-Unis - Guadeloupe | 1-0   | Gold Cup 2011 |

## G

### Grenade

#### Confrontations
Confrontations entre la Guadeloupe et Grenade en matchs officiels :
| Date            | Lieu           | Match                | Score | Compétition                                           |
| 3 juin 1999     | Port-d'Espagne | Grenade - Guadeloupe | 2-1   | Phase finale de la Coupe caribéenne 1999              |
| 9 novembre 2002 | Saint-Georges  | Grenade - Guadeloupe | 4-5   | Tournoi qualificatif Caraïbes 2002                    |
| 13 octobre 2008 | Les Abymes     | Guadeloupe - Grenade | 2-1   | 2e tour de qualifications de la Coupe caribéenne 2008 |
| 26 octobre 2010 | Saint-Georges  | Grenade - Guadeloupe | 0-3   | 2e tour de qualifications de la Coupe caribéenne 2010 |

### Guatemala

#### Confrontations
Confrontations entre la Guadeloupe et le Guatemala en matchs officiels :
| Date           | Lieu            | Match                  | Score         | Compétition                       |
| 6 juillet 2021 | Fort Lauderdale | Guadeloupe - Guatemala | 1-1 (10-9tab) | Éliminatoires de la Gold Cup 2021 |

### Guyana

#### Confrontations
Confrontations entre la Guadeloupe et le Guyana en matchs officiels :
| Date             | Lieu           | Match               | Score | Compétition                                            |
| 26 novembre 2006 | Georgetown     | Guyana - Guadeloupe | 3-2   | 2d phase de qualifications de la Coupe caribéenne 2007 |
| 16 janvier 2007  | San Fernando   | Guadeloupe - Guyana | 3-4   | Phase finale de la Coupe caribéenne 2007               |
| 27 novembre 2010 | Rivière-Pilote | Guyana - Guadeloupe | 1-1   | Phase finale de la Coupe caribéenne 2010               |
| 4 mai 2012       | Les Abymes     | Guadeloupe - Guyana | 1-2   | Match amical                                           |

### Guyane

#### Confrontations
Confrontations entre la Guadeloupe et la Guyane en matchs officiels :
| Date              | Lieu                | Match               | Score | Compétition                                            |
| 18 décembre 1948  | Pointe-à-Pitre      | Guadeloupe - Guyane | 7-2   | Coupe des Caraïbes 1948                                |
| 28 mai 1987       | Gagny               | Guadeloupe - Guyane | 4-1   | Tournoi Black Stars                                    |
| 17 mai 1991       | Fort-de-France      | Guadeloupe - Guyane | 1-0   | Tour préliminaire de la Coupe caribéenne 1991          |
| 24 mars 1993      | Cayenne             | Guyane - Guadeloupe | 2-1   | Tour préliminaire de la Coupe caribéenne 1993          |
| 11 mai 1995       | Cayenne             | Guyane - Guadeloupe | 2-2   | Qualifications de la Coupe caribéenne 1995             |
| 15 mars 2003      | Fort-de-France      | Guadeloupe - Guyane | 2-2   | Tournoi amical                                         |
| 3 juin 2003       | Saint-Brieuc        | Guadeloupe - Guyane | 1-0   | Tournoi amical                                         |
| 10 novembre 2004  | Fort-de-France      | Guadeloupe - Guyane | 0-1   | Tour préliminaire de la Coupe caribéenne 2005          |
| 14 novembre 2007  | Cayenne             | Guyane - Guadeloupe | 2-3   | Match amical                                           |
| 3 octobre 2008    | La Courneuve        | Guadeloupe - Guyane | 4-0   | Match pour la 3e place de la Coupe de l'Outre-Mer 2008 |
| 24 septembre 2012 | Saint-Ouen-l'Aumône | Guadeloupe - Guyane | 4-2   | Match de poule de la Coupe de l'Outre-Mer 2012         |
| 17 avril 2014     | Les Abymes          | Guadeloupe - Guyane | 3-2   | Tournoi Antilles-Guyane                                |
| 7 juin 2018       | Fort-de-France      | Guadeloupe - Guyane | 0-2   | Match pour la 3e place du Tournoi des 4 2018 (es)      |

## H

### Haïti

#### Confrontations
Confrontations entre la Guadeloupe et Haïti en matchs officiels :
| Date              | Lieu           | Match              | Score | Compétition                                   |
| 16 décembre 1948  | Pointe-à-Pitre | Guadeloupe - Haïti | 1-0   | Coupe des Caraïbes 1948                       |
| 11 juin 1966      | Port-au-Prince | Haïti - Guadeloupe | 3-0   | Match amical                                  |
| 13 février 1972   |                | Guadeloupe - Haïti | 4-4   | Match amical                                  |
| 26 septembre 1975 | Port-au-Prince | Haïti - Guadeloupe | 3-0   | Match amical                                  |
| 14 avril 2001     | Port-au-Prince | Haïti - Guadeloupe | 2-0   | Tour préliminaire de la Coupe caribéenne 2001 |
| 20 janvier 2007   | Port-d'Espagne | Guadeloupe - Haïti | 1-3   | Phase finale de la Coupe caribéenne 2007      |
| 6 juin 2007       | Miami          | Guadeloupe - Haïti | 1-1   | Gold Cup 2007                                 |
| 6 décembre 2008   | Falmouth       | Haïti - Guadeloupe | 2-3   | Phase finale de la Coupe caribéenne 2008      |

### Honduras

#### Confrontations
Confrontations entre la Guadeloupe et le Honduras en matchs officiels :
| Date         | Lieu    | Match                 | Score | Compétition   |
| 17 juin 2007 | Houston | Honduras - Guadeloupe | 1-2   | Gold Cup 2007 |

## J

### Jamaïque

#### Confrontations
Confrontations entre la Guadeloupe et la Jamaïque en matchs officiels :
| Date             | Lieu           | Match                 | Score | Compétition                                   |
| 13 juin 1966     | Port-au-Prince | Guadeloupe - Jamaïque | 0-0   | Match amical                                  |
| 2 juillet 1978   | Pointe-à-Pitre | Guadeloupe - Jamaïque | 1-0   | Tour préliminaire de la Coupe caribéenne 1978 |
| 30 juillet 1978  | Kingston       | Jamaïque - Guadeloupe | 1-2   | Tour préliminaire de la Coupe caribéenne 1978 |
| 7 mai 1989       |                | Jamaïque - Guadeloupe | 1-3   | Tour préliminaire de la Coupe caribéenne 1989 |
| 30 mai 1990      | Pointe-à-Pitre | Jamaïque - Guadeloupe | 0-0   | Tour préliminaire de la Coupe caribéenne 1990 |
| 20 juin 1992     | San Fernando   | Guadeloupe - Jamaïque | 0-1   | Phase finale de la Coupe caribéenne 1992      |
| 5 juin 1999      | Port-d'Espagne | Jamaïque - Guadeloupe | 5-1   | Phase finale de la Coupe caribéenne 1999      |
| 11 novembre 2002 | Saint-Georges  | Jamaïque - Guadeloupe | 2-0   | Tournoi qualificatif Caraïbes 2002            |
| 11 décembre 2008 | Kingston       | Jamaïque - Guadeloupe | 2-0   | Phase finale de la Coupe caribéenne 2008      |
| 29 novembre 2010 | Rivière-Pilote | Guadeloupe - Jamaïque | 0-2   | Phase finale de la Coupe caribéenne 2010      |
| 5 décembre 2010  | Fort-de-France | Guadeloupe - Jamaïque | 1-1   | Phase finale de la Coupe caribéenne 2010      |
| 16 juillet 2021  | Orlando        | Guadeloupe - Jamaïque | 1-2   | Gold Cup 2021                                 |

## M

### Martinique

#### Confrontations
Confrontations entre la Guadeloupe et la Martinique en matchs officiels :
| Date              | Lieu                 | Match                   | Score | Compétition                                             |
| 1934              | ?                    | Guadeloupe - Martinique | 0-6   | Match amical                                            |
| 1941              |                      | Guadeloupe - Martinique | 1-2   | Match amical                                            |
| 7 septembre 1941  |                      | Martinique - Guadeloupe | 5-0   | Match amical                                            |
| 20 décembre 1948  | Pointe-à-Pitre       | Guadeloupe - Martinique | 3-0   | Coupe des Caraïbes 1948                                 |
| mars 1951         | Fort-de-France       | Martinique-Guadeloupe   | 3-0   | Match amical                                            |
| mai 1951          | Pointe-à-Pitre       | Guadeloupe - Martinique | 1-1   | Match amical                                            |
| mars 1952         | Basse-Terre          | Guadeloupe - Martinique | 4-0   | Match amical                                            |
| mars 1952         | Fort-de-France       | Martinique - Guadeloupe | 1-2   | Match amical                                            |
| avril 1953        | Fort-de-France       | Martinique - Guadeloupe | 4-3   | Match amical                                            |
| mai 1953          | Pointe-à-Pitre       | Guadeloupe - Martinique | 0-2   | Match amical                                            |
| mars 1954         | Fort-de-France       | Martinique - Guadeloupe | 2-2   | Match amical                                            |
| mai 1954          | Basse-Terre          | Guadeloupe - Martinique | 2-4   | Match amical                                            |
| 1er mars 1955     | Fort-de-France       | Martinique - Guadeloupe | 4-1   | Match amical                                            |
| mai 1955          | Fort-de-France       | Martinique - Guadeloupe | 1-1   | Match amical                                            |
| 26 avril 1956     | Fort-de-France       | Martinique - Guadeloupe | 3-0   | Match amical                                            |
| 20 mai 1956       | Basse-Terre          | Guadeloupe - Martinique | 2-2   | Match amical                                            |
| avril 1957        | Fort-de-France       | Martinique - Guadeloupe | 6-1   | Match amical                                            |
| mai 1957          | Basse-Terre          | Guadeloupe - Martinique | 5-2   | Match amical                                            |
| 1958              |                      | Martinique - Guadeloupe | 1-1   | Match amical                                            |
| mars 1959         | Fort-de-France       | Martinique - Guadeloupe | 3-0   | Match amical                                            |
| mai 1959          | Fort-de-France       | Martinique - Guadeloupe | 1-2   | Match amical                                            |
| 1960              |                      | Martinique - Guadeloupe | 2-2   | Match amical                                            |
| 1960              |                      | Martinique - Guadeloupe | 1-0   | Match amical                                            |
| avril 1961        | Fort-de-France       | Martinique - Guadeloupe | 2-2   | Match amical                                            |
| juin 1961         | Basse-Terre          | Guadeloupe - Martinique | 3-1   | Match amical                                            |
| avril 1962        |                      | Guadeloupe - Martinique | 1-0   | Match amical                                            |
| novembre 1962     | San Juan             | Guadeloupe - Martinique | 3-1   | Match amical                                            |
| 1963              | Basse-Terre          | Guadeloupe - Martinique | 3-0   | Match amical                                            |
| septembre 1964    | Fort-de-France       | Martinique - Guadeloupe | 1-0   | Match amical                                            |
| janvier 1967      |                      | Martinique - Guadeloupe | 2-1   | Match amical                                            |
| novembre 1967     | San Juan             | Guadeloupe - Martinique | 0-1   | Match amical                                            |
| novembre 1968     | Basse-Terre          | Guadeloupe - Martinique | 3-1   | Match amical                                            |
| juillet 1971      | Fort-de-France       | Martinique - Guadeloupe | 2-1   | Match amical                                            |
| juillet 1971      | Basse-Terre          | Guadeloupe - Martinique | 1-1   | Match amical                                            |
| novembre 1973     |                      | Guadeloupe - Martinique | 0-2   | Match amical                                            |
| 1975              |                      | Martinique - Guadeloupe | 8-2   | Match amical                                            |
| mai 1976          | Pointe-à-Pitre       | Guadeloupe - Martinique | 0-1   | Match amical                                            |
| 11 mai 1976       | Fort-de-France       | Martinique - Guadeloupe | 3-2   | Match amical                                            |
| mars 1977         | Capesterre-Belle-Eau | Guadeloupe - Martinique | 1-3   | Match amical                                            |
| avril 1977        | Fort-de-France       | Martinique - Guadeloupe | 1-0   | Match amical                                            |
| 26 mars 1978      | Fort-de-France       | Martinique - Guadeloupe | 1-2   | Match amical                                            |
| avril 1979        | Capesterre-Belle-Eau | Guadeloupe - Martinique | 0-1   | Match amical                                            |
| mai 1980          | Fort-de-France       | Martinique - Guadeloupe | 1-0   | Match amical                                            |
| 25 juin 1985      | Bridgetown           | Guadeloupe - Martinique | 1-2   | Phase finale de la Coupe caribéenne 1985                |
| 7 juillet 1988    |                      | Martinique - Guadeloupe | 2-1   | Phase finale de la Coupe caribéenne 1988                |
| 1er mai 1990      | Paris                | Guadeloupe - Martinique | 1-0   | Match amical                                            |
| 19 mai 1991       | Fort-de-France       | Martinique - Guadeloupe | 3-1   | Tour préliminaire de la Coupe caribéenne 1991           |
| 14 avril 1993     | Pointe-à-Pitre       | Guadeloupe - Martinique | 1-4   | Tour préliminaire de la Coupe caribéenne 1993           |
| 14 avril 1994     |                      | Martinique - Guadeloupe | 4-2   | Phase finale de la Coupe caribéenne 1994                |
| 13 mai 1995       | Cayenne              | Guadeloupe - Martinique | 2-1   | Tour préliminaire de la Coupe caribéenne 1995           |
| 28 mars 2001      | Fort-de-France       | Martinique - Guadeloupe | 4-1   | Match amical                                            |
| 4 janvier 2002    | Fort-de-France       | Martinique - Guadeloupe | 1-3   | Match amical                                            |
| 14 novembre 2004  | Fort-de-France       | Martinique - Guadeloupe | 0-0   | Tour préliminaire de la Coupe caribéenne 2005           |
| 24 septembre 2006 | Les Abymes           | Guadeloupe - Martinique | 4-0   | 1re phase de qualifications de la Coupe caribéenne 2007 |
| 6 janvier 2007    | Le Lamentin          | Martinique - Guadeloupe | 3-0   | Match amical                                            |
| 24 septembre 2008 | La Courneuve         | Guadeloupe - Martinique | 0-1   | Match amical                                            |
| 15 octobre 2008   | Les Abymes           | Guadeloupe - Martinique | 3-1   | 2e tour de qualifications de la Coupe caribéenne 2008   |
| 29 septembre 2010 | Levallois-Perret     | Guadeloupe - Martinique | 2-0   | Coupe de l'Outre-Mer 2010                               |
| 3 mars 2012       | Le Lamentin          | Martinique - Guadeloupe | 1-2   | Match amical                                            |
| 7 avril 2012      | Les Abymes           | Guadeloupe - Martinique | 0-1   | Match amical                                            |
| 27 octobre 2012   | Les Abymes           | Guadeloupe - Martinique | 3-3   | 2d tour de qualifications de la Coupe caribéenne 2012   |
| 19 avril 2014     | Les Abymes           | Guadeloupe - Martinique | 0-1   | Match amical                                            |
| 10 octobre 2014   | Les Abymes           | Guadeloupe - Martinique | 1-2   | 2d tour de qualifications de la Coupe caribéenne 2014   |
| 26 décembre 2015  | Le Lamentin          | Martinique - Guadeloupe | 2-0   | Match amical                                            |
| 6 février 2016    | Vieux-Habitants      | Guadeloupe - Martinique | 1-1   | Match amical                                            |
| 1er juin 2016     | Fort-de-France       | Martinique - Guadeloupe | 2-0   | 2e tour de qualifications de la Coupe caribéenne 2017   |
| 26 avril 2017     | Le Lamentin          | Martinique - Guadeloupe | 4-1   | Match amical                                            |
| 23 mars 2019      | Les Abymes           | Guadeloupe - Martinique | 0-1   | Éliminatoires de la Gold Cup 2019                       |
| 24 juin 2021      | Fort-de-France       | Martinique - Guadeloupe | 1-2   | Match amical                                            |
| 26 mars 2022      | Bondoufle            | Guadeloupe - Martinique | 3-4   | Match amical                                            |

### Martinique espoirs

#### Confrontations
Confrontations entre la Guadeloupe et l'équipe de Martinique espoirs (moins de 23 ans) :
| Date        | Lieu       | Match                           | Score | Compétition  |
| 5 juin 2003 | Concarneau | Guadeloupe - Martinique espoirs | 3-0   | Match amical |

### Mayotte

#### Confrontations
Confrontations entre la Guadeloupe et Mayotte en matchs officiels :
| Date              | Lieu          | Match                | Score | Compétition               |
| 1er octobre 2010  | Saint-Ouen    | Mayotte - Guadeloupe | 0-4   | Coupe de l'Outre-Mer 2010 |
| 29 septembre 2012 | Saint-Gratien | Guadeloupe - Mayotte | 1-0   | Coupe de l'Outre-Mer 2012 |

### Mexique

#### Confrontations
Confrontations entre la Guadeloupe et le Mexique en matchs officiels :
| Date            | Lieu     | Match                | Score | Compétition   |
| 21 juin 2007    | Chicago  | Mexique - Guadeloupe | 1-0   | Gold Cup 2007 |
| 12 juillet 2009 | Glendale | Mexique - Guadeloupe | 2-0   | Gold Cup 2009 |

## N

### Nicaragua

#### Confrontations
Confrontations entre la Guadeloupe et le Nicaragua en matchs officiels :
| Date           | Lieu    | Match                  | Score | Compétition   |
| 9 juillet 2009 | Houston | Guadeloupe - Nicaragua | 2-0   | Gold Cup 2009 |

### Norvège

#### Confrontations
Confrontations entre la Guadeloupe et la Norvège en matchs officiels :
| Date        | Lieu        | Match                | Score | Compétition  |
| 3 mars 1986 | Basse-Terre | Guadeloupe - Norvège | 1-2   | Match amical |

### Nouvelle-Calédonie

#### Confrontations
Confrontations entre la Guadeloupe et la Nouvelle-Calédonie en matchs officiels :
| Date              | Lieu          | Match                           | Score | Compétition               |
| 27 septembre 2008 | Melun         | Nouvelle-Calédonie - Guadeloupe | 0-4   | Coupe de l'Outre-Mer 2008 |
| 23 septembre 2010 | Bry-sur-Marne | Guadeloupe - Nouvelle-Calédonie | 1-1   | Coupe de l'Outre-Mer 2010 |

## P

### Panama

#### Confrontations
Confrontations entre la Guadeloupe et le Panama en matchs officiels :
| Date           | Lieu    | Match               | Score | Compétition   |
| 5 juillet 2009 | Oakland | Panama - Guadeloupe | 1-2   | Gold Cup 2009 |
| 7 juin 2011    | Detroit | Panama - Guadeloupe | 3-2   | Gold Cup 2011 |

### Paraguay

#### Confrontations
Confrontations entre la Guadeloupe et le Paraguay en matchs officiels :
| Date         | Lieu        | Match                 | Score | Compétition  |
| 17 mars 1989 | Basse-Terre | Guadeloupe - Paraguay | 0-2   | Match amical |

### Porto Rico

#### Confrontations
Confrontations entre la Guadeloupe et Porto Rico en matchs officiels :
| Date            | Lieu           | Match                   | Score | Compétition                                           |
| novembre 1962   | San Juan       | Porto Rico - Guadeloupe | 0-3   | Match amical                                          |
| 1963            | Basse-Terre    | Guadeloupe - Porto Rico | 3-0   | Match amical                                          |
| septembre 1964  | Fort-de-France | Guadeloupe - Porto Rico | 4-0   | Match amical                                          |
| novembre 1967   | San Juan       | Porto Rico - Guadeloupe | 2-4   | Match amical                                          |
| novembre 1968   | Basse-Terre    | Guadeloupe - Porto Rico | 2-0   | Match amical                                          |
| 1975            |                | Guadeloupe - Porto Rico | 2-1   | Match amical                                          |
| 19 octobre 1981 | San Juan       | Porto Rico - Guadeloupe | 1-1   | Phase finale de la Coupe caribéenne 1981              |
| 7 juillet 2002  | Baie-Mahault   | Guadeloupe - Porto Rico | 4-0   | Tournoi qualificatif Caraïbes 2002                    |
| 21 juillet 2002 | San Juan       | Porto Rico - Guadeloupe | 0-2   | Tournoi qualificatif Caraïbes 2002                    |
| 30 octobre 2010 | Bayamón        | Porto Rico - Guadeloupe | 1-3   | Match amical                                          |
| 24 octobre 2010 | Saint-Georges  | Guadeloupe - Porto Rico | 3-2   | 2e tour de qualifications de la Coupe caribéenne 2010 |
| 25 octobre 2012 | Les Abymes     | Guadeloupe - Porto Rico | 4-1   | 2d tour de qualifications de la Coupe caribéenne 2012 |

## R

### République dominicaine

#### Confrontations
Confrontations entre la Guadeloupe et la République dominicaine en matchs officiels :
| Date             | Lieu                       | Match                               | Score | Compétition                                            |
| 24 novembre 2006 | Georgetown                 | République dominicaine - Guadeloupe | 0-3   | 2d phase de qualifications de la Coupe caribéenne 2007 |
| 23 octobre 2012  | Les Abymes                 | Guadeloupe - République dominicaine | 0-2   | 2d tour de qualifications de la Coupe caribéenne 2012  |
| 16 février 2019  | Santiago de los Caballeros | République dominicaine - Guadeloupe | 1-0   | Match amical                                           |

### La Réunion

#### Confrontations
Confrontations entre la Guadeloupe et La Réunion en matchs officiels :
| Date              | Lieu         | Match                   | Score | Compétition               |
| 30 mai 1987       | Gagny        | Guadeloupe - La Réunion | 3-0   | Match amical              |
| 20 mai 1993       | Créteil      | Guadeloupe - La Réunion | 0-3   | Match amical              |
| 26 septembre 2012 | Franconville | La Réunion - Guadeloupe | 2-1   | Coupe de l'Outre-Mer 2012 |

## S

### Saint-Kitts-et-Nevis

#### Confrontations
Confrontations entre la Guadeloupe et Saint-Kitts-et-Nevis en matchs officiels :
| Date            | Lieu            | Match                             | Score | Compétition                                      |
| 19 mai 1990     |                 | Saint-Kitts-et-Nevis - Guadeloupe | 2-0   | Tour préliminaire de la Coupe caribéenne 1990    |
| 5 avril 1998    | Basseterre      | Saint-Kitts-et-Nevis - Guadeloupe | 2-1   | Tour préliminaire de la Coupe caribéenne 1998    |
| 2 mars 2010     | Vieux-Habitants | Guadeloupe - Saint-Kitts-et-Nevis | 2-1   | Match amical                                     |
| 3 avril 2010    | Basseterre      | Saint-Kitts-et-Nevis - Guadeloupe | 3-0   | Match amical                                     |
| 22 octobre 2010 | Saint-Georges   | Saint-Kitts-et-Nevis - Guadeloupe | 1-2   | 2e tour préliminaire de la Coupe caribéenne 2010 |

### Saint-Martin

#### Confrontations
Confrontations entre la Guadeloupe et Saint-Martin en matchs officiels :
| Date              | Lieu       | Match                     | Score | Compétition                                             |
| 6 mai 1990        | Marigot    | Saint-Martin- Guadeloupe  | 2-1   | Tour préliminaire de la Coupe caribéenne 1990           |
| 20 septembre 2006 | Les Abymes | Guadeloupe - Saint-Martin | 1-0   | 1re phase de qualifications de la Coupe caribéenne 2007 |
| 11 septembre 2018 | The Valley | Saint-Martin - Guadeloupe | 0-3   | Éliminatoires de la Gold Cup 2019                       |

### Saint-Pierre-et-Miquelon

#### Confrontations
Confrontations entre la Guadeloupe et Saint-Pierre-et-Miquelon en matchs officiels :
| Date              | Lieu       | Match                                 | Score | Compétition               |
| 22 septembre 2012 | Versailles | Guadeloupe - Saint-Pierre-et-Miquelon | 13-0  | Coupe de l'Outre-Mer 2012 |

### Saint-Vincent-et-les-Grenadines

#### Confrontations
Confrontations entre la Guadeloupe et Saint-Vincent-et-les-Grenadines en matchs officiels :
| Date            | Lieu         | Match                                        | Score | Compétition                                           |
| octobre 1979    | Kingstown    | Saint-Vincent-et-les-Grenadines - Guadeloupe | 0-0   | Tour préliminaire de la Coupe caribéenne 1979         |
| octobre 1979    |              | Guadeloupe - Saint-Vincent-et-les-Grenadines | 1-3   | Tour préliminaire de la Coupe caribéenne 1979         |
| 2 août 1981     |              | Guadeloupe - Saint-Vincent-et-les-Grenadines | 3-0   | Tour préliminaire de la Coupe caribéenne 1981         |
| 16 août 1981    |              | Saint-Vincent-et-les-Grenadines - Guadeloupe | 3-1   | Tour préliminaire de la Coupe caribéenne 1981         |
| 24 octobre 1981 | San Juan     | Guadeloupe - Saint-Vincent-et-les-Grenadines | 1-3   | Phase finale de la Coupe caribéenne 1981              |
| 22 juin 1992    | San Fernando | Guadeloupe - Saint-Vincent-et-les-Grenadines | 1-0   | Phase finale de la Coupe caribéenne 1992              |
| 8 mars 1994     | Kingstown    | Saint-Vincent-et-les-Grenadines - Guadeloupe | 0-2   | Tour préliminaire de la Coupe caribéenne 1994         |
| 18 janvier 2007 | San Fernando | Saint-Vincent-et-les-Grenadines - Guadeloupe | 0-1   | Phase finale de la Coupe caribéenne 2007              |
| 29 février 2008 | Les Abymes   | Guadeloupe - Saint-Vincent-et-les-Grenadines | 1-2   | Match amical                                          |
| 8 octobre 2014  | Les Abymes   | Guadeloupe - Saint-Vincent-et-les-Grenadines | 3-1   | 2d tour de qualifications de la Coupe caribéenne 2014 |

### Sainte-Lucie

#### Confrontations
Confrontations entre la Guadeloupe et Sainte-Lucie en matchs officiels :
| Date            | Lieu           | Match                     | Score | Compétition                                   |
| 1er mars 1992   | Castries       | Sainte-Lucie - Guadeloupe | 0-2   | Tour préliminaire de la Coupe caribéenne 1992 |
| 10 avril 2001   | Port-au-Prince | Guadeloupe - Sainte-Lucie | 2-3   | Tour préliminaire de la Coupe caribéenne 2001 |
| 18 janvier 2004 |                | Guadeloupe - Sainte-Lucie | 2-0   | Match amical                                  |
| 20 mai 2006     | Les Abymes     | Guadeloupe - Sainte-Lucie | 2-1   | Match amical                                  |

### Sint Maarten

#### Confrontations
Confrontations entre la Guadeloupe et Sint Maarten en matchs officiels :
| Date             | Lieu       | Match                     | Score | Compétition                                          |
| 7 septembre 2019 | Les Abymes | Guadeloupe - Sint Maarten | 5-1   | Ligue des nations de la CONCACAF 2019-2020 (Ligue C) |
| 14 octobre 2019  | Willemstad | Sint Maarten - Guadeloupe | 1-2   | Ligue des nations de la CONCACAF 2019-2020 (Ligue C) |

### Suriname

#### Confrontations
Confrontations entre la Guadeloupe et le Suriname en matchs officiels :
| Date            | Lieu           | Match                 | Score | Compétition                                            |
| 6 juin 1959     |                | Guadeloupe - Suriname | 3-3   | Match amical                                           |
| 7 juin 1959     |                | Guadeloupe - Suriname | 3-1   | Match amical                                           |
| 31 août 1962    | Paramaribo     | Suriname - Guadeloupe | 3-1   | Match amical                                           |
| 13 octobre 1962 |                | Suriname - Guadeloupe | 3-3   | Match amical                                           |
| 15 juin 1966    | Port-au-Prince | Guadeloupe - Suriname | 0-4   | Match amical                                           |
| 30 mars 1975    |                | Guadeloupe - Suriname | 4-2   | Match amical                                           |
| 27 avril 1985   | Cayenne        | Suriname - Guadeloupe | 0-1   | Tour préliminaire de la Coupe caribéenne 1985          |
| 30 juin 1985    | Bridgetown     | Guadeloupe - Suriname | 2-2   | Phase finale de la Coupe caribéenne 1985               |
| 1988            |                | Guadeloupe - Suriname | 1-1   | Tour préliminaire de la Coupe caribéenne 1988          |
| 1988            |                | Guadeloupe - Suriname | 0-2   | Tour préliminaire de la Coupe caribéenne 1988          |
| 17 avril 1994   | Port-d'Espagne | Guadeloupe - Suriname | 2-0   | Phase finale de la Coupe caribéenne 1994               |
| 9 mai 1995      | Cayenne        | Guadeloupe - Suriname | 1-2   | Tour préliminaire de la Coupe caribéenne 1995          |
| 23 mars 2016    | Les Abymes     | Guadeloupe - Suriname | 0-0   | 1er tour des éliminatoires de la Coupe caribéenne 2017 |
| 29 mars 2016    | Paramaribo     | Suriname - Guadeloupe | 3-2   | 1er tour des éliminatoires de la Coupe caribéenne 2017 |
| 20 juillet 2021 | Houston        | Guadeloupe - Suriname | 1-2   | Gold Cup 2021                                          |

## T

### Tahiti

#### Confrontations
Confrontations entre la Guadeloupe et Tahiti en matchs officiels :
| Date              | Lieu           | Match               | Score | Compétition               |
| 30 septembre 2008 | Colombes       | Tahiti - Guadeloupe | 0-1   | Coupe de l'Outre-Mer 2008 |
| 26 septembre 2010 | Viry-Châtillon | Guadeloupe - Tahiti | 1-1   | Coupe de l'Outre-Mer 2010 |

### Togo

#### Confrontations
Confrontations entre la Guadeloupe et le Togo en matchs officiels :
| Date        | Lieu  | Match             | Score | Compétition  |
| 11 mai 1988 | Paris | Guadeloupe - Togo | 2-1   | Match amical |

### Trinité-et-Tobago

#### Confrontations
Confrontations entre la Guadeloupe et Trinité-et-Tobago en matchs officiels :
| Date             | Lieu           | Match                          | Score | Compétition                                   |
| 5 décembre 1950  | Basse-Terre    | Guadeloupe - Trinité-et-Tobago | 0-1   | Match amical                                  |
| 13 décembre 1951 |                | Guadeloupe - Trinité-et-Tobago | 0-2   | Match amical                                  |
| 20 juin 1966     | Port-au-Prince | Trinité-et-Tobago - Guadeloupe | 1-2   | Match amical                                  |
| 21 octobre 1981  | San Juan       | Guadeloupe - Trinité-et-Tobago | 0-2   | Phase finale de la Coupe caribéenne 1981      |
| 3 avril 1985     |                | Guadeloupe - Trinité-et-Tobago | 1-1   | Tour préliminaire de la Coupe caribéenne 1985 |
| 5 juillet 1988   |                | Guadeloupe - Trinité-et-Tobago | 0-3   | Phase finale de la Coupe caribéenne 1988      |
| 7 juillet 1989   | Bridgetown     | Guadeloupe - Trinité-et-Tobago | 2-0   | Phase finale de la Coupe caribéenne 1989      |
| 10 avril 1994    | Port-d'Espagne | Trinité-et-Tobago - Guadeloupe | 0-0   | Phase finale de la Coupe caribéenne 1994      |
| 7 juin 1999      | Port-d'Espagne | Trinité-et-Tobago - Guadeloupe | 3-2   | Phase finale de la Coupe caribéenne 1999      |
| 28 mars 2003     | Macoya         | Trinité-et-Tobago - Guadeloupe | 1-0   | Tournoi qualificatif Caraïbes 2002            |
| 24 mars 2007     | Le Gosier      | Guadeloupe - Trinité-et-Tobago | 2-2   | Match amical                                  |
| 6 février 2008   | Port-d'Espagne | Trinité-et-Tobago - Guadeloupe | 0-0   | Match amical                                  |
| 23 mars 2018     | Les Abymes     | Guadeloupe - Trinité-et-Tobago | 0-1   | Match amical                                  |

### Îles Turques-et-Caïques

#### Confrontations
Confrontations entre la Guadeloupe et les Îles Turques-et-Caïques en matchs officiels :
| Date              | Lieu           | Match                                | Score | Compétition                                          |
| 10 septembre 2019 | Providenciales | Îles Turques-et-Caïques - Guadeloupe | 0-3   | Ligue des nations de la CONCACAF 2019-2020 (Ligue C) |
| 17 novembre 2019  | Les Abymes     | Guadeloupe - Îles Turques-et-Caïques | 10-0  | Ligue des nations de la CONCACAF 2019-2020 (Ligue C) |

## V

### Îles Vierges britanniques

#### Confrontations
Confrontations entre la Guadeloupe et les Îles Vierges britanniques en matchs officiels :
| Date         | Lieu       | Match                                  | Score | Compétition                                   |
| 3 avril 1998 | Basseterre | Guadeloupe - Îles Vierges britanniques | 3-0   | Tour préliminaire de la Coupe caribéenne 1998 |

### Îles Vierges des États-Unis

#### Confrontations
Confrontations entre la Guadeloupe et les Îles Vierges des États-Unis en matchs officiels :
| Date          | Lieu           | Match                                    | Score | Compétition                                   |
| 12 avril 2001 | Port-au-Prince | Guadeloupe - Îles Vierges des États-Unis | 11-0  | Tour préliminaire de la Coupe caribéenne 2001 |